# 방글라데시 육군
방글라데시 육군(벵골어: বাংলাদেশ সেনাবাহিনী)은 육전 지부이자 방글라데시군의 가장 큰 구성요소이다. 육군의 주요 임무는 방글라데시 정부의 안보 및 방어 전략을 전달하고 외부의 공격으로부터 국가의 영토 보전을 방어하기 위해 필요한 병력과 능력을 제공하는 것이다. 인사 및 운영에 대한 통제는 육군 본부인 다카에 의해 관리된다. 방글라데시 육군은 또한 국내 국가 비상사태 기간 동안 정부와 민간 기관을 지원할 헌법적 의무가 있다. 이러한 추가적인 역할은 일반적으로 "민사 행정에 대한 원조"라고 불린다.

## 역사

### 방글라데시 독립 전쟁
1970년 셰이크 무지부르 라흐만은 방글라데시 아와미 연맹을 이끌고 파키스탄 총선에서 승리하였다. 당시 권력을 잡고 있던 파키스탄 육군은 권력 이양을 거부하였고, 소요가 발생하였다. 1971년 3월 25일, 파키스탄군은 서치라이트 작전의 시작으로 동파키스탄의 민간인을 단속하였고, 셰이크 무지부르 라흐만은 방글라데시의 독립을 선언하였다. 파키스탄 육군과 연합군 준군사조직은 수십만 명의 민간인을 살해하고 제복을 입은 인원을 사살하였다. 그 결과 1971년 3월, 동파키스탄의 벵골 군인들이 반란을 일으켜 방글라데시 독립 전쟁이 시작되었다. 1971년 7월 11일부터 17일까지 방글라데시 육군 부문 지휘관 회의가 있었다. 이 회의는 쿠시타의 메헤르푸르구에서 새로 구성된 방글라데시 정부의 선서로부터 3개월 후에 개최되었다. 이 회의에서는 방글라데시군의 다양한 부문의 조직, 전략 및 강화를 둘러싼 문제를 해결할 뿐만 아니라 그 구조와 형성이 결정되었다. 방글라데시 독립 전쟁 전반에 걸쳐 방글라데시군의 지휘 구조를 결정했기 때문에 전술적인 관점에서 볼 때 역사적으로 상당히 중요한 의미가 있었다.

### 치타공 구릉지대 분쟁
치타공 구릉지대 분쟁은 방글라데시 정부와 치타공 구릉지대 연합 인민당(PCJSS)과 무장 세력인 샨티 바히니가 치타공 구릉지대의 자치와 부족의 권리 문제를 놓고 벌인 정치적, 군사적 갈등이다. 샨티 바히니는 1977년 정부군에 대해 반란을 일으켰고, 분쟁은 1997년 방글라데시 정부와 PCJSS가 치타공 구릉지대 평화 협정에 서명할 때까지 20년 동안 계속되었다.
반란의 발발로, 방글라데시 정부는 대반란 작전을 시작하기 위해 군대를 배치했다. 당시 방글라데시의 대통령이었던 지아우르 라만은 이 지역의 사회경제적인 필요를 해결하기 위해 육군 장군 휘하의 치타공 언덕 개발 위원회를 만들었지만, 그 조직은 인기가 없다는 것이 증명되었고 정부에 대한 지역 부족들 간의 적대감과 불신의 원천이 되었다. 정부는 1962년 당시 파키스탄 정부에 의한 캅타이 댐의 건설로 인해 야기된 약 10만 명에 달하는 부족 사람들의 이주라는 오랜 문제를 해결하는 데 실패했다. 실향민 부족민들은 보상을 받지 못했고 4만 명 이상의 차크마 부족민들이 인도로 도망갔다. 1980년대에 정부는 그 지역에 벵골인을 정착시키기 시작했고, 많은 부족민들의 퇴거와 인구 통계의 상당한 변화를 야기했다. 1974년에 지역 인구의 단지 11.6%를 구성했던 벵골인의 수는 1991년까지 증가하여 지역 인구의 48.5%를 구성했다.